# Lista över psalmer efter innehåll
Detta är en lista över psalmer i svensk tradition, sorterade efter innehåll. Psalmerna är främst hämtade från Den svenska psalmboken med tillägg. Listan är ordnad utifrån psalmernas innehåll i förhållande till kyrkoåret, som den presenteras i Den svenska psalmboken i innehållsförteckningen "Tematiskt ordnad psalmregister".
Listan omfattar, utöver sanktionerade psalmer presenterade i olika psalmböcker, även andra andliga sånger, avsedda för allsång i gudstjänstsammanhang. Den innehåller inte bara sånger från Svenska kyrkans psalmböcker, utan även från andra kristna sångböcker, till exempel Psalmer och sånger (P&S), Segertoner, Sionstoner, Cecilia, Frälsningsarméns sångbok och Kyrkovisor för barn. Listan begränsas till sånger och psalmer som allmänt sjungs på svenska eller på andra nordiska språk i Sverige.
Numreringen framför psalmen är tagen ur respektive psalmbok:
- Psalm 1-325 i den ekumeniska psalmboken,
- Psalm 326-700 i Den svenska psalmboken 1986,
- Verbums psalmbokstillägg 2003 (nr 701-800),
- EFS-tillägget 1986 (nr 701-800),
- Psalmer i 90-talet (801-820…)

## Psalmer ordnade efter innehåll

### Lovsång och tillbedjan
- 1 Gud, vår Gud, vi lovar dig
- 2 Herren, vår Gud, är en konung (Sionstoner, 1)
- 3 Helig, helig, helig (Sionstoner, 9&82)
- 4 Hela världen fröjdes Herran (Sionstoner, 2&49)
- 5 Nu tacka Gud, allt folk (Sionstoner, 6&50)
- 6 Lova Gud i himmelshöjd (Sionstoner, 10&57)
- 7 Lova Herren, sol och måne (Kyrkovisor för barn, 701)
- 8 Lova vill jag Herran, Herran (Sionstoner 1935, 55)
- 9 Min själ skall lova Herran
- 10 Lov, ära och pris
- 11 O store Gud
- 12 Brist ut, min själ, i lovsångs ljud
- 13 Min Gud, när jag betänker
- 14 Högtlovat vare Jesu namn (Sionstoner 1935, 81)
- 15 Halleluja! Sjung om Jesus
- 16 Kom, låt oss nu förenas här
- 17 Ge Jesus äran, frälsta mänsklighet
- 326 Upp, psaltare och harpa
- 327 Lovad vare Herren
- 328 Lova Herren Gud, min själ
- 329 Höga majestät
- 330 Du som härlig ställde
- 331 Ljus som liv åt världen gav
- 332 Guds härlighet oss styrka ger
- 333 Änglarna sjunger i himlen
- 334 Dig vare lov och pris, o Krist
- 701 Vi vill ge Dig ära (ur Verbums 2003. P&S, 792)
- 702 Jag vill ge dig, o Herre, min lovsång (ur Verbums 2003. P&S, 336, Segertoner 1988, 332)
- 703 Ropa till Gud (ur Verbums 2003)
- 704 Din trofasta kärlek (ur Verbums 2003)
- 705 Halleluja! Ditt lov vi sjunger (ur Verbums 2003)
- 706 Hej himlarymder (ur Verbums 2003)
- 707 Halleluja (ur Verbums 2003)
- 708 Sanctus (ur Verbums 2003)
- 709 Du är helig, du är hel (ur Verbums 2003. P&S, 785)
- 710 Som gränslösa vidder (ur Verbums 2003)
- 701 Jag ser din rikedom (ur EFS-tillägget 1986)
- 801 Kom, lova vår Gud
- 802 Sjung med glädje till Guds ära
- 803 Med gåtfulla rymder
- 804 Vi kommer för vår Gud med sång och jubel
- 805 De som lever
- 806 Kom folkslag och raser
- 807 Halleluja! Ditt lov vi sjunger
- 808 Som gränslösa vidder
- 809 Kristus, Herre, alla betrycktas konung

### Fader, Son och Ande
Innefattar både psalmer om Treenigheten och psalmer om de tre gudomspersonerna (Fadern, Sonen och Anden) var för sig. 
- 810 Jag tror på en Gud, en enda
- 811 O Gud, som skapat vind och hav
- 812 Herren hörde bön i det öde landet
- 813 Vänd mot källan
- 814 Fader vår och Fader min
- 815 Det bästa som hänt mej är Jesus
- 816 Herre, din son var en timmerman
- 817 Där Guds Ande är, är frihet
- 818 Kristus i mig är en källa till liv

#### Treenigheten
Innehåller dels psalmer om den treenige Guden, dels, och framför allt, bönepsalmer riktade till honom, ofta en vers per gudomsperson eller aspekt av Gud.
- 18 Allena Gud i himmelrik (Sionstoner 1972, 7. Lova Herren, 1)
- 19 Du för vars allmaktsord (Sionstoner 1935, 553)
- 20 Helige Fader, kom och var oss nära (Sionstoner 1935, 12)
- 21 Måne och sol
- 335 Vi tror på Gud som skapar världen (P&S, 351)
- 336 Gud trefaldig, stå oss bi
- 337 Vår Gud, till dig du skapat oss
- 338 Som ett klockspel hör jag dig
- 339 Himmelske Fader, ge åt oss alla
- 711 Jag tror på en Gud, en enda (ur Verbums 2003)
- 712 O Gud, som skapat vind och hav (ur Verbums 2003 och EFS-tillägget, 704)
- 703 Fader, i dina händer (ur EFS-tillägget 1986)

#### Gud, vår Skapare och Fader (Fadern, vår Skapare och Uppehållare)
- 22 Dig skall min själ sitt offer bära (Sionstoner 1935, 714)
- 23 Tack, gode Gud, för allt som finns
- 24 Med tacksam röst och tacksam själ
- 25 Högt i stjärnehimlen
- 26 Tränger i dolda djupen ner
- 27 Du är större än mitt hjärta
- 28 Så älskade Gud världen all (Sionstoner 1935, 85)
- 29 Kärlek från vår Gud (Sionstoner 1935, 99)
- 30 Gud är trofast! Så ljöd sången
- 31 Låt oss glada och i tro
- 340 Guds väg i dunkel ofta går
- 341 Gud har gett åt fågeln dess vingar
- 342 Tusen stjärnor glimmar
- 343 Krukmakarskivan svänger runt
- 344 Gud har skapat allting
- 713 Stor är din trofasthet (ur Verbums 2003)
- 714 Du Herre, vår Herre (ur Verbums 2003)
- 702 Dig, Herre Gud, är ingen (ur EFS-tillägget 1986)

#### Jesus, vår Herre och broder
- 32 O gläd dig Guds församling nu
- 33 O Jesus Krist som mänska blev
- 34 Vänligt över jorden glänser (Sionstoner 1935, 94)
- 35 Din spira, Jesus, sträckes ut (Sionstoner 1935, 537)
- 36 O Kriste, oss benåda
- 37 Kristus är världens ljus
- 38 För att du inte tog det gudomliga
- 39 Jesus från Nasaret går här fram
- 40 Kristus vandrar bland oss än
- 41 Vem är det som kommer på vägen (Kyrkovisor för barn, 745)
- 42 Se, Jesus är ett tröstrikt namn (Sionstoner 1935, 112)
- 43 Jesus är min vän den bäste (Sionstoner 1935, 447)
- 44 O giv mig tusen tungors ljud
- 45 Jesus för världen givit sitt liv (Sionstoner 1935, 192)
- 46 Låt mig få höra om Jesus
- 47 Säg, känner du det underbara namnet
- 48 Vilken vän vi har i Jesus
- 49 Det är sant att Jesus lever
- 345 Var man må nu väl glädja sig (Sionstoner 1935, 87)
- 346 O Gud, du av barmhärtighet
- 347 En blomma uti öknen stod
- 348 Kristus, konung som hör hemma
- 349 Länge, länge har mitt hjärta
- 350 Vår Herre Krist var Sonen
- 351 Guds Lamm, dig hälsar skaran
- 352 En vanlig dag när inget särskilt händer
- 353 Han satte sig ner på stranden
- 354 Jesus, du min glädje
- 355 Jesus, du som själen mättar
- 356 Nämn mig Jesus, han är livet
- 357 Någon du känner är din bäste vän
- 358 Han gick in i din kamp på jorden
- 359 Jesus, jag dig älskar
- 360 Lovad vare du, Herre
- 715 Jesus, det skönaste (ur Verbums 2003)
- 716 Namnet Jesus aldrig mister (ur Verbums 2003 och EFS-tillägget, 706)
- 717 Innan gryningen (ur Verbums 2003)
- 705 O du ärans konung (ur EFS-tillägget 1986)
- 707 Vi har nu i himlen en överstepräst (ur EFS-tillägget 1986)
- 708 Om jag ägde allt men inte Jesus (ur EFS-tillägget 1986. Sionstoner 1935, 512. Segertoner 1988, 367)
- 709 Herre Jesus, du är vägen (ur EFS-tillägget 1986)
- 710 Tror du på Sonen (ur EFS-tillägget 1986)

#### Anden, vår Hjälpare och tröst
- 50 Kom, Skaparande, Herre god
- 51 Kom, helge Ande, Herre Gud (Sionstoner 1935, 230)
- 52 Herre, se vi väntar alla
- 53 Livets Ande, kom från ovan
- 54 Vinden ser vi inte (Kyrkovisor för barn, 740)
- 361 O du helge Ande, kom
- 362 O helge Ande, dig vi ber
- 363 Ande ifrån ovan
- 364 Kom, helge Ande, till mig in
- 365 Helige Ande, sanningens Ande
- 366 O Gud, ditt rike ingen ser
- 367 O Guds Ande, du som bor i ljus
- 368 Blås på mig, skaparvind
- 718 Hennes starka vingar bär (ur Verbums 2003 och Psalmer i 90-talet, 852)
- 719 Kom nu, helig Ande (I Guds vind) (ur Verbums 2003)
- 711 O helige Ande, jag beder (ur EFS-tillägget 1986)

### Kyrkan och nådemedlen

#### Kyrkan
- 55 Vi lovar dig, o store Gud
- 56 Gammal är kyrkan, Herrens hus
- 57 Sin enda grund har kyrkan
- 58 Hjärtan, enigt sammanslutna
- 59 Med Gud och hans vänskap (Sionstoner 1935, 346)
- 60 En Fader oss förenar (Sionstoner 1935, 127)
- 61 Lågorna är många
- 62 Än finns det en värld
- 369 Med pelarstoder tolv
- 370 Tack, o Gud, att i din kyrka
- 371 Gud är vår starkhet och vårt stöd
- 720 Med Gud och hans vänskap (ur Verbums 2003 och EFS-tillägget, 712)
- 721 Trädet och grenen (ur Verbums 2003 och Psalmer i 90-talet, 820)
- 713 Det byggs ett heligt tempel (ur EFS-tillägget 1986. Segertoner 1988, 386)

Även relevant:
- Det skall ej ske med mänsklig makt

#### Ordet
- 63 Dig, ljusens Fader, vare pris (O människa, det är dig sagt, Sionstoner 1935, 251)
- 64 En dyr klenod, en klar och ren (Sionstoner 1935, 247)
- 65 Omkring ditt ord, o Jesus (Sionstoner 1935, 46)
- 66 En såningsman går där
- 67 Som torra marken dricker regn
- 372 O Fader vår, barmhärtig, god (Sionstoner 1935, 25)
- 373 Behåll oss vid ditt rena ord
- 374 Se Herrens ord är rent och klart
- 375 Upp, Sion, att prisa (Framfaren är natten ur Sionstoner 1935, 249)
- 376 Från tidevarv till tidevarv
- 377 Därför att Ordet bland oss bor
- 722 Ge oss än en stund av nåd, o Jesus (ur Verbums 2003 och EFS-tillägget, 715)
- 714 Vadhelst här i världen (ur EFS-tillägget 1986. Sionstoner 1935, 246)
- 716 Ditt ord, o Jesus, skall bestå (ur EFS-tillägget 1986. Sionstoner 1935, 538. P&S, 413)
- 717 När mörker över djupen var (ur EFS-tillägget 1986)

#### Dopet
- 68 Jag tror på Gud som med sitt ord
- 69 Glad jag städse vill bekänna (Sionstoner 1935, 261)
- 378 Gud, hos dig är livets källa
- 379 Du som var den minstes vän
- 380 Fader, du som livet tänder
- 381 Gud har en famn (Kyrkovisor för barn, 754)
- 382 Vi tackar dig, vår Skapare
- 383 Med vår glädje över livets under (P&S, 424)
- 384 Ett liv ur dina händer
- 385 I Jesu Kristi namn vi ber
- 386 Upp ur vilda, djupa vatten
- 723 När du ser en droppe glittra (ur Verbums 2003 och Hela världen sjunger, 95)
- 724 Gud Fader har skapat mig (ur Verbums 2003 och Kyrksång)

Även relevant:
- Evigt fast står Herrens fridsförbund

#### Nattvarden
- 70 O Jesus, än de dina (Sionstoner 1935, 263)
- 71 Som spridda sädeskornen
- 72 Du sanna vinträd, Jesus kär
- 73 Vi till ditt altarbord bär fram
- 74 Du som gick före oss
- 75 När vi delar det bröd som han oss ger
- 76 Gud, vår lösta tunga
- 387 Jesus Kristus är vår hälsa
- 388 Vår Herres Jesu Kristi död
- 389 Säll den som håller Jesus kär
- 390 Vad röst, vad ljuvlig röst jag hör
- 391 Mitt hjärta slår så underbart
- 392 Det helga bröd på altarbordet vilar
- 393 Du öppnar, o evige Fader
- 394 Kläd dig, själ, i högtidskläder
- 395 Tyst, likt dagg som faller
- 396 Gud är en av oss vid detta bord
- 397 Så som du bjöd vi kommer nu
- 398 Brödet är ett, brutet för alla
- 399 Vi bär så många med oss
- 400 Gud vare lovad, han som i sin godhet
- 725 Endast av nåd (ur Verbums 2003)
- 726 Vilket stort mysterium (ur Verbums 2003 och Psalmer i 90-talet, 829)
- 727 Ät mitt bröd (Kommuniteten i Taizé) (ur Verbums 2003)

Även relevanta:
- 709 Du är helig, du är hel (P&S, 785)
- Kom, låt oss alla samlas

#### Helg och gudstjänst
- 77 Hör hur tempelsången stiger
- 78 O Jesus Krist, dig till oss vänd (Sionstoner 1935, 14)
- 79 Gud är mitt ibland oss
- 80 Hur ljuvt det är att komma (Sionstoner 1935, 3)
- 81 Herre, samla oss nu alla (Sionstoner 1935, 23)
- 401 Så skön en väg ej finns på jord
- 402 Hör, Gud ännu sin nåd dig bjuder
- 403 O Gud, det är en hjärtans tröst
- 404 Så skön och ljuvlig är
- 405 Hur fröjdar sig i templets famn
- 406 Käre Jesus, vi är här
- 407 Salig, Jesus, är den stunden
- 408 O gode Ande, led du mig
- 409 Du kallar oss till kyrkan
- 728 Nu, o Gud har stunden kommit (ur Verbums 2003 och Psalmer i 90-talet, 822)
- 729 Nu öppnar vi våra hjärtan (ur Verbums 2003 och Hela världen sjunger, 100)
- 730 Må din väg gå dig till mötes (ur Verbums 2003 och Hela världen sjunger, 50)
- 731 Må friden från jorden följa dig (Iona) (ur Verbums 2003)
- 718 En söndag var skapelsens första dag (ur EFS-tillägget 1986)
- 719 Kom till högtid (ur EFS-tillägget 1986, Sionstoner 1935, 4)

#### Vigsel
- 82 Gud, se i nåd till dessa två (Sionstoner 1935, 770)
- 83 Som klaraste vattuflöden
- 84 Vi lyfter våra hjärtan
- 85 Som mannen och kvinnan
- 410 Gud skapade av jord
- 411 Gud har omsorg om vårt släkte (P&S, 452)

Även relevant:
- Välsignat är det hem förvisst

#### Vittnesbörd - tjänst - mission
- 86 O Guds kärlek, dina höjder
- 87 Våga vara den du i Kristus är
- 88 Räds ej bekänna Kristi namn
- 89 Se, jag vill bära ditt budskap, Herre
- 90 Blott i det öppna
- 91 Din kärlek, Jesus, gräns ej vet
- 92 Kärlek av höjden
- 93 Jesus, Guds Son, träd in i denna skara
- 94 Du som av kärlek varm (Sionstoner 1935, 491)
- 95 Ditt verk är stort, men jag är svag
- 96 Öppna mig för din kärlek
- 97 Jag behövde en nästa
- 98 Ett vänligt ord kan göra under
- 99 Gud, vår Gud, för världen all
- 100 Tillkomme ditt rike (Sionstoner 1935, 554)
- 101 Vår store Gud gör stora under (Sionstoner 1935, 540)
- 102 Tung och kvalfull vilar hela
- 412 Ett Kristusbrev till världen
- 413 Någon skall vaka i världens natt
- 414 Så långt som havets bölja går
- 415 I makt utan like
- 416 För hela världen vida
- 417 Låt nya tankar tolka Kristi bud
- 418 Hav och stränder din allmakt formar
- 419 Du själv förordnat, store Gud
- 420 Herren, vår Gud, har rest sin tron
- 732 Att leva är att fråga (ur Verbums 2003 och EFS-tillägget, 754)
- 733 Guds kärlek färdas här (ur Verbums 2003 och Psalmer i 90-talet, 895)
- 734 Tänk, vilken underbar nåd (ur Verbums 2003 och EFS-tillägget, 726)
- 735 Gå ut kring hela jorden (ur Verbums 2003 och EFS-tillägget, 723)
- 720 Alla har rätt till Kristus (ur EFS-tillägget 1986)
- 721 O var är det folk (ur EFS-tillägget 1986)
- 722 Mot mänskomilliarder (ur EFS-tillägget 1986)
- 724 Din rikssak, Jesus, är för mig (ur EFS-tillägget 1986)
- 725 Vi måste få allt flera med (ur EFS-tillägget 1986)

### Kyrkan och Gudstjänsten
- 819 Ett heligt arv är kyrkan
- 820 Trädet och grenen och frukten hör samman

### Kyrkoåret

#### Advent
- 5 Nu må vi oss bereda (Finlandssvenska psalmboken 1986)
- 6 Gud vår Gud för världen all (Finlandssvenska psalmboken 1986)
- 7 Dotter Sion, fröjda dig (Finlandssvenska psalmboken 1986)
- 12 Jesus från Nasaret går här fram (Finlandssvenska psalmboken 1986. ekumeniska psalmboken, 39 under "Jesus, vår Herre och broder")
- 14 En man blev sänd (Finlandssvenska psalmboken 1986)
- 103 Bereden väg för Herran (Sionstoner 1935, 142. Finlandssvenska psalmboken 1986, 4)
- 104 Gläd dig, du Kristi brud (Finlandssvenska psalmboken 1986, 2)
- 105 Hosianna, Davids son (Kyrkovisor för barn, 715. Sionstoner 1935, 145. P&S, 487. Finlandssvenska psalmboken 1986, 1) + Påskpsalm
- 106 Jerusalem, höj upp din röst
- 107 Gör porten hög, gör dörren bred (Finlandssvenska psalmboken 1986, 3)
- 108 Gå, Sion, din konung att möta (Sionstoner 1935, 149. Finlandssvenska psalmboken 1986, 9)
- 109 Det susar genom livets strid (Sionstoner 1935, 148)
- 110 Han kommer i sin kyrka (Finlandssvenska psalmboken 1986, 10)
- 111 Kristus kommer – Davids son  (Finlandssvenska psalmboken 1986, 13)
- 421 När vintermörkret kring oss står (P&S, 488. Finlandssvenska psalmboken 1986, 11)
- 422 O du som himlens stjärnor tänt
- 423 Kom Jesus, kom Immanuel
- 424 Jag höja vill till Gud min sång (Finlandssvenska psalmboken 1986, 8)
- 425 Tidens mått har fyllts till randen
- 426 Hör du rösten
- 736 Ett litet barn av Davids hus (ur Verbums 2003 och Psalmer och sånger, 485)

Även relevanta:
- O kom, o kom, Immanuel
- Sions dotter, lyft din panna

#### Jul
- 112 Världens Frälsare kom här
- 113 Det är en ros utsprungen (Sionstoner, 110&164)
- 114 Stilla natt, heliga natt
- 115 O Betlehem, du lilla stad
- 116 Nu tändas tusen juleljus (Kyrkovisor för barn, 717. Sionstoner, 106)
- 117 När Jesusbarnet låg en gång
- 118 Fröjdas, vart sinne (Sionstoner, 105)
- 119 Var hälsad, sköna morgonstund (Sionstoner, 109&151)
- 120 Se natten flyr för dagens fröjd
- 121 När juldagsmorgon glimmar
- 122 Dagen är kommen
- 123 Lyss till änglasångens ord
- 124 En jungfru födde ett barn i dag
- 125 Från himlens höjd jag bringar bud
- 126 Ett barn är fött på denna dag (Kyrkovisor för barn, 719)
- 127 O du saliga, o du heliga
- 128 Vid Betlehem en vinternatt
- 129 Och det hände vid den tiden
- 427 Ringen, I klockor
- 428 Mitt i vintern var det
- 429 Herdar som på fälten vaktat
- 430 Var kristtrogen fröjde sig
- 431 Dig vare lov, o Jesus Krist
- 432 Prisad högt av herdars skara
- 433 In dulci jubilo
- 737 Ej upplysta gårdar (ur Verbums 2003. EFS-tillägget, 728. P&S* 811)
- 727 Se, natt skall inte förbliva (ur EFS-tillägget 1986)
- 729 Herren från himlen åt världen sig givit (ur EFS-tillägget 1986)
- 730 Du lilla barn som vilar (ur EFS-tillägget 1986)

#### Trettondedag jul
- 130 En stjärna gick på himlen fram
- 131 Stå upp, o Sion, och lovsjung
- 132 Nu segrar alla trognas hopp
- 133 Himlen är så härligt blå
- 134 Gläns över sjö och strand
- 434 Lagd på strå i ett stall (Kyrkovisor för barn, 724. P&S* 494)
- 435 Å, vilka stora gåvor
- 436 Guds rådslut från begynnelsen
- 437 Till möten och brunnar
- 731 Jesu, vår konungs, himmelska rike (ur EFS-tillägget 1986)

#### Fastan
- 135 Se, vi går upp till Jerusalem
- 136 Du går, Guds Lamm, du rena
- 137 Den kärlek du till världen bar
- 138 Jesus, du mitt liv, min hälsa
- 139 Den stunden i Getsemane
- 140 Du bar ditt kors, o Jesu mild (Sionstoner 1935, 183)
- 141 Han på korset, han allena
- 142 Skåda, skåda nu här alla
- 143 Guds rena Lamm, oskyldig
- 144 O huvud, blodigt, sårat
- 145 När världens Frälsare jag ser
- 438 Du som i alltets mitt har ställt
- 439 Det går ett tyst och tåligt lamm
- 440 Min själ, du måste nu glömma
- 441 Jesus, djupa såren dina
- 442 Han gick den svåra vägen
- 443 Dig vi lovsjunger, ärar
- 444 Mycket folk kring Jesus var
- 445 Se, kärlet brast, och oljan är utgjuten
- 446 Dig, min Jesus, nu jag skådar
- 447 Jesus, lär mig alltid tänka
- 448 Lyssna, hör, du höga himmel
- 449 Jesus, dig i djupa nöden
- 450 Vaka med mig
- 451 När över Kidrons bäck du går
- 452 O Jesus kär, vad har väl du förbrutit
- 453 O du som för vår frälsnings skull
- 454 När jag den törnekrona
- 455 De såg ej dig, blott timmermannens son
- 456 Höga kors, du enda ädla
- 457 Domen över världen går
- 458 Så är fullkomnat, Jesus kär
- 459 Den tunga dagen går mot natt till sist
- 460 Ditt lidande har nått sitt slut
- 738 Herre, du vandrar försoningens väg (ur Verbums 2003 och Psalmer i 90-talet, 878)
- 732 Golgata ropar (ur EFS-tillägget 1986)
- 733 Han kämpade ensam (ur EFS-tillägget 1986)
- 734 Det är en som har dött i stället för mig (ur EFS-tillägget 1986)
- 735 Välsignad den dagen (ur EFS-tillägget 1986)
- 736 Dig som kom att oss försona (ur EFS-tillägget 1986)
- 737 Korsets väg vi ser dig gå (ur EFS-tillägget 1986)
- 738 Långt borta i Jerusalem (ur EFS-tillägget 1986)

Även relevant:
- 45 Jesus för världen givit sitt liv

#### Påsk
- 146 Vad ljus över griften
- 147 Upp, min tunga, att lovsjunga (Sionstoner 1935, 211)
- 148 Jesus Kristus är uppstånden
- 149 Detta är den stora dagen
- 150 Du segern oss förkunnar
- 151 Denna dag stod Kristus opp
- 152 Kristus lever – underbara ord
- 153 Livet vann, dess namn är Jesus
- 154 Dina händer är fulla av blommor
- 155 Herren lever, våga tro det
- 156 De trodde att Jesus var borta
- 157 Den korta stund jag vandrar här (Sionstoner 1935, 351)
- 461 O natt av ljus som ej kan dö
- 462 Tänk om någon känt igen oss
- 463 Gråt inte mer, Maria
- 464 Krist är uppstånden
- 465 Nu kommen är vår påskafröjd
- 466 Nu låt oss fröjdas med varann
- 467 I dödens bojor Kristus låg
- 468 Låt oss nu Jesus prisa
- 469 Han lever! O min ande, känn (Sionstoner 1935, 213)
- 470 Kom med glädje och med sång
- 471 Om Kristus döljes nu för dig
- 472 Jag vill sjunga om min vän (P&S, 374)
- 473 Du räckte ut din hand, jag såg och trodde
- 739 Hosianna, Davids son (ur Verbums 2003 och Psalmer i 90-talet, 836)
- 740 Kristus är uppstånden (ur Verbums 2003 och EFS-tillägget, 739)
- 741 Graven ligger tom (ur Verbums 2003 och Psalmer i 90-talet, 847)
- 742 Han är inte här (I Guds vind) (ur Verbums 2003)
- 743 Var glad för Kristus lever (ur Verbums 2003 och EFS-tillägget, 741)
- 740 O saliga stund utan like (ur EFS-tillägget 1986)

#### Kristi himmelsfärds dag
- 158 Till himlen Herren Jesus for
- 159 Till härlighetens land igen
- 474 Du som oss frälst ur syndens band

Även relevanta:
- 15 Halleluja! Sjung om Jesus
- Du tog din plats på Faderns högra sida

#### Pingst
- 160 Guds Ande kom från himlen ner
- 161 Helige Ande, låt nu ske
- 162 Som sol om våren stiger
- 475 Nu stunden är kommen, o saliga fröjd
- 476 Gud, när du andas över vår jord
- 742 Nu är det pingst (ur EFS-tillägget 1986)

Även relevanta:
- 52 Herre, se vi väntar alla
- 54 Vinden ser vi inte (Kyrkovisor för barn, 740)
- 368 Blås på mig, skaparvind
- Herre, lär oss troget vänta

#### Den helige Stefanos dag eller Annandag jul
- 163 På lidande byggd är Guds kyrka
- 477 Vårt fäste i all nöd är Gud

#### Kyndelsmässodagen
- 478 Du morgonstjärna mild och ren
- 479 Jungfru Maria, jungfru Maria, min Herres mor
- 744 Barn och stjärnor (ur Verbums 2003. Psalmer i 90-talet, 843. P&S, 818)

#### Jungfru Marie bebådelsedag
- 164 På tröskeln till Marias hem
- 480 Var hälsad, Herrens moder
- 481 Alla källor springer fram i glädje
- 482 Salig du och högt benådad

#### Kristi förklarings dag
- 165 Vår blick mot helga berget går
- 166 Sorlet har dött

#### Den helige Mikaels dag
- 167 Gud låter sina trogna här (Sionstoner 1935, 240)
- 483 Guds änglar är hans sändebud
- 745 Dansa med änglarna (ur Verbums 2003 och Psalmer i 90-talet, 854)

Även relevanta:
- 41 Vem är det som kommer på vägen (Kyrkovisor för barn, 745)
- Glöm inte bort att änglarna finns
- Mikael strider mot draken
- Änglarna sjunger i himlen

#### Tacksägelsedagen
- 168 Kom inför Herren med tacksamhet

#### Alla helgons dag
- 169 I himmelen, i himmelen (Sionstoner 1935, 701)
- 170 Den stora vita skaran där
- 171 För alla helgon
- 172 De skall gå till den heliga staden
- 484 De heliga i landet
- 485 Välsignade alla ni kära
- 743 Amen! Lovet och priset (ur EFS-tillägget 1986)
- 744 Vem är skaran, som syns glimma (ur EFS-tillägget 1986. Sionstoner 1935, 244. P&S, 536)

#### De hädangångnas minne
- 173 Din frid skall aldrig vika

#### Alla själars dag
- 486 O Gud, du som de världar ser
- 487 O livets Gud, vi tackar dig

#### Domssöndagen
- 488 Ljus av ljus, o morgonstjärna
- 489 Han kommer, han är nära
- 490 Guds Son en gång i morgonglans

Även relevant:
- 174 Herre, när din dag är inne
- 315 En herrdag i höjden
- 317 Vakna upp! en stämma bjuder
- 318 Nattens skuggor sakta viker
- En gång dö och sedan domen
- Jesus kommer, Jesus kommer
- Yttersta dagen en glädjedag bliver

#### Vid kyrkoårets slut
- 174 Herre, när din dag är inne
- 746 En dag skall Herrens skapardrömmar (ur Verbums 2003 och Psalmer i 90-talet, 853)

### Dagens och årets tider

#### Morgon
- 175 Den signade dag
- 176 Din klara sol går åter opp (Sionstoner 1935, 710)
- 177 Pris vare Gud som låter
- 178 Som skimret över hav och sky
- 179 Morgon mellan fjällen
- 180 Var dag är en sällsam gåva
- 181 Nu är det morgon
- 182 Det ljusnar sakta
- 491 Min Gud och Fader käre
- 492 Vi tackar dig så hjärtelig
- 493 Nu stiger solen fram ur österns portar
- 494 Morgonrodnaden skall väcka
- 495 I öster stiger solen opp
- 496 Morgonens rodnad över bergen brinner
- 747 Tack, min Gud (ur Verbums 2003 och EFS-tillägget, 746b)
- 748 Vi ger dig denna nya dag (Psalmer i 90-talet, 857)
- 745 Herrens nåd är var morgon ny (ur EFS-tillägget 1986. Sionstoner 1935, 718. P&S* 538)

Även relevant:
- Min Gud, jag är lycklig och glad

#### Under dagen
- 183 Som sådden förnimmer Guds välbehag
- 184 Jesus kär, var mig när (Sionstoner 1935, 787)
- 497 En jordisk dag, en dag från dig
- 498 Ett, Jesus, än påminner jag
- 499 Genom gatans trängsel

Även relevant:
- 352 En vanlig dag när inget särskilt händer

#### Kväll
- 185 O Kriste, du som ljuset är
- 186 Nu vilar folk och länder
- 187 Nu är en dag framliden
- 188 Så går en dag än från vår tid (Sionstoner 1935, 726)
- 189 Bliv kvar hos mig
- 190 Bred dina vida vingar (Sionstoner 1935, 727)
- 191 Den dag du gav oss, Gud, är gången
- 192 Nu sjunker bullret
- 193 Gud som haver barnen kär
- 500 Tack, Fader, för den dag du gav
- 501 Den ljusa dag framgången är
- 502 Vi tackar dig, o Herre Krist
- 503 Så har nu denna dag
- 504 Nu i tysta skuggan fången
- 505 När allt omkring mig vilar
- 506 Din sol går bort, men du blir när
- 507 Till natt det åter lider
- 508 Nu kommer kväll med vilans bud
- 509 Av goda makter underbart bevarad (P&S, 544)
- 510 Innan natten kommer
- 511 Så tvår sig än en dag i nattens källa
- 749 Så går jag nu till vila trygg (ur Verbums 2003 och Psalmer i 90-talet, 860)
- 750 Dagen är slut (ur Verbums 2003 och EFS-tillägget, 747)

Även relevant:
- Aftonsolen sjunker bakom bergen
- I den stilla aftonstund

#### Helgsmål
- 512 Det ringer till vila och veckan går ut (P&S, 437)

#### Söndagskväll
- 513 Nu vilans dag förflutit

#### Årsskifte
- 194 Giv, o Jesus, fröjd och lycka
- 195 O Gud, vår hjälp i gångna år
- 196 Låt mig börja med dig
- 514 Det gamla år förgånget är
- 515 Hur snabbt, o Gud, vår tid förgår
- 516 Jag är det trädet i din gård
- 750 Jag vet inte vad som skall möta (ur EFS-tillägget 1986)

Även relevant:
- Huru hastigt de fly
- Låt ditt ansikte oss lysa
- Nu går ett nådigt Herrens år
- Nu tystne glädjesång och klagoljud
- Yxan var satt till trädets rot

#### Årstiderna
- 197 Den blida vår är inne
- 198 Likt vårdagssol i morgonglöd
- 199 Den blomstertid nu kommer (Sionstoner 1935, 752)
- 200 I denna ljuva sommartid (Sionstoner 1935, 757)
- 201 En vänlig grönskas rika dräkt
- 202 De blomster som i marken bor
- 203 Fram skrider året i sin gång
- 204 Kornet har sin vila
- 517 Världen som nu föds på nytt
- 518 Hur härligt vittna land och sjö (P&S, 557)
- 751 O vad världen nu är skön (ur Verbums 2003 och EFS-tillägget, 748)
- 752 Över berg och dal (ur Verbums 2003 och Psalmer i 90-talet, 863)
- 753 Nu är det härligt att leva (ur Verbums 2003)
- 754 När dagen fylls av fågelsång (ur Verbums 2003 och Psalmer i 90-talet, 865)
- 749 O jag ser min Faders hand (ur EFS-tillägget 1986)

Även relevanta:
- Ur sky, ur luft och lunder
- Din skönhet som i vintern bor

### Att leva av tro
Även relevant:
- 763 I en djup, oändlig skog (ur Kyrkovisor för barn)

#### Stillhet - meditation
- 205 Vila i din väntan tidigare Vänta efter Herren (Sionstoner 1935, 417)
- 206 Herre, jag vill bida
- 207 En liten stund med Jesus (Sionstoner 1935, 407)
- 208 Det tänds ett ljus
- 519 Stilla jag min blick vill fästa
- 520 O Herre, i dina händer
- 521 Mina döda timmar (P&S, 563)
- 522 I Guds tystnad får jag vara
- 523 Kom nära, Gud. Kom vila
- 524 Är dagen fylld av oro och bekymmer
- 755 Vila i mig (ur Verbums 2003 och EFS-tillägget, 751)
- 756 Bara i dig (Cantarellen* 1984) (ur Verbums 2003)
- 757 I Din närhet (ur Verbums 2003)
- 758 Herre, till dig får jag komma (ur Verbums 2003 och EFS-tillägget, 752)
- 759 Herre, låt mig få vila i Dig (ur Verbums 2003)
- 760 Din nåd är dyrbar  (ur Verbums 2003)
- 761 Du är mitt trygga bo (Hidingplace) (ur Verbums 2003)
- 753 Gud, du är inte i min värld (ur EFS-tillägget 1986)

#### Bönen
- 209 O Gud, all sannings källa
- 210 Jag lyfter ögat mot himmelen
- 211 Jesus kär, gå ej förbi mig (Sionstoner 1935, 42)
- 212 Långt bortom rymder vida
- 213 Att bedja är ej endast att begära
- 214 Lär mig att bedja av hjärtat
- 525 Mitt hjärta, fröjda dig
- 526 Att be till Gud han själv oss lär
- 527 Det spirar i Guds örtagård
- 528 Hör oss, Gud, du själv har bett oss
- 762 Du är en bön (Ur mässan Mysterium) (ur Verbums 2003)
- 763 Du vänder ditt ansikte till mig (ur Verbums 2003 och Psalmer i 90-talet, 835)

Även relevant:
- Lär mig, Jesus, ödmjuk vara

#### Sökande - tvivel
- 215 Gud, din nåd till himlen räcker
- 216 Mästare, alla söka dig
- 217 Gud, för dig är allting klart
- 218 Jag har ofta frågor, Herre
- 219 Jag skulle vilja våga tro
- 529 Jag till din måltid bjudits in
- 530 En dunkel örtagård jag vet
- 531 Varför gick vi bort att söka
- 532 Jag kom inte hit för att jag tror (P&S, 579)
- 764 Håll om mig (ur Verbums 2003 och Hela världen sjunger, 75)
- 755 Vem ska vi gå till, Herre (ur EFS-tillägget 1986)
- 756 Vem visar väg genom växlingens värld (ur EFS-tillägget 1986)

Även relevant:
- 732 Att leva är att fråga
- Store Gud, som handen räckte

#### Kallelse
- 220 Till den himmel som blir allas
- 221 Skynda till Jesus, Frälsaren kär
- 222 Just som jag är, ej med ett strå
- 223 Jag vet en port som öppen står
- 224 Lämna dig helt åt Jesus
- 225 Jesus är ute och söker
- 533 En syndig man låg sänkt i syndens dvala
- 534 Allt är redo! Lyssna alla!
- 535 Vak upp! Hör väkten ljuder
- 536 Två väldiga strider om människans själ
- 757 Det givs i livet vissa tider (ur EFS-tillägget 1986)
- 758 Vem som helst kan bli frälst (ur EFS-tillägget 1986)

Även relevant:
- Allt är redo, fallna släkte

#### Bättring - omvändelse
- 226 O gränslösa frälsning
- 227 O du som ser, o du som vet
- 228 I tro under himmelens skyar
- 229 I Adam är vi alla ett
- 537 Ur djupen ropar jag till dig
- 538 Till dig ur hjärtegrunden
- 539 Vänd bort din vrede
- 540 När i högsta nöden står
- 541 Vänd nu om, ni sorgsna sinnen
- 542 Herre, dig i nåd förbarma
- 759 Våga dig (ur EFS-tillägget 1986)

Även relevant:
- 760 Jag frågar ej om du är en
- Att tro, det är att böja

#### Skuld - förlåtelse
- 230 Klippa, du som brast för mig (Sionstoner 1935, 124)
- 231 Oändlig nåd mig Herren gav
- 232 Frälsare, du som äger läkedomen
- 233 Fader, du vars hjärta gömmer
- 234 O salighet, o gåtfullhet
- 235 Som en härlig gudomskälla
- 236 Guds källa har vatten tillfyllest, en gåva av strömmande liv (ej att förväxla med nr 546 i Frälsningsarméns sångbok)
- 543 I dig, o Herre Jesus kär
- 544 Min synd, o Gud
- 545 O Jesus, rik av nåd
- 546 O Jesus Krist, du nådens brunn
- 547 Vart flyr jag för Gud och hans eviga lag
- 548 När inför din dom jag stod
- 549 Min Gud, jag är bedrövad
- 765 Du som kan (Apokalyps) (ur Verbums 2003)
- 760 Jag frågar ej om du är en (ur EFS-tillägget 1986)
- 761 Att tro det är att böja (ur EFS-tillägget 1986)
- 762 Frälsare på korsets stam (ur EFS-tillägget 1986)
- 763 Ej silver, ej guld (ur EFS-tillägget 1986)
- 764 Från Frälsaren på korsets stam (ur EFS-tillägget 1986. Sionstoner 1935, 202. P&S, 604)
- 765 Skulden är gäldad (ur EFS-tillägget 1986)

Även relevant:
- I dig, o Herre Jesus kär

#### Förtröstan - trygghet
- 237 Vår Gud är oss en väldig borg (Sionstoner 1935, 48)
- 238 Jag lyfter mina händer
- 239 Av hjärtat håller jag dig kär
- 240 Uti din nåd, o Fader blid
- 241 Bort med tanken, sorgsna hjärta
- 242 Jag vill dig, Gud, med glädje prisa
- 243 Vi kristna bör tro och besinna
- 244 Säll är den som sina händer
- 245 Jag nu den säkra grunden vunnit
- 246 Här en källa rinner (Sionstoner 1935, 125)
- 247 Befall i Herrens händer
- 248 Tryggare kan ingen vara (Sionstoner 1935, 352)
- 249 Blott en dag (Sionstoner 1935, 429)
- 250 Är det sant att Jesus är min broder (Sionstoner 1935, 377)
- 251 Var jag går i skogar, berg och dalar
- 252 Hela vägen går han med mig (Sionstoner 1935, 525)
- 253 O giv oss, Herre, av den tro
- 254 Löftena kunna ej svika
- 255 Alla har brått
- 256 Var inte rädd
- 550 På dig jag hoppas, Herre kär
- 551 Från Gud vill jag ej vika
- 552 O Jesus Krist, i dig förvisst
- 553 Är Gud i himlen för mig
- 554 Sörj för mig, min Fader kär
- 555 På Gud och ej på eget råd
- 556 Den rätt på dig, o Jesus, tror
- 557 Jag vet på vem jag tror
- 558 Herren är min herde god (Sionstoner 1935, 390. P&S, 626)
- 559 Tron sig sträcker efter frukten
- 766 Trosbekännelse (ur Verbums 2003)
- 767 Möt mig nu som den jag är (Iona) (ur Verbums 2003)
- 768 Du omsluter mig (ur Verbums 2003 och Kyrksång)
- 769 Gud, i dina händer (ur Verbums 2003 och Hela världen sjunger, 66)
- 770 Som bonden tar ett fång (ur Verbums 2003 och Psalmer i 90-talet, 880)
- 771 Min själ får vila ut (Taizé) (ur Verbums 2003)
- 772 Min frid jag lämnar (Taizé) (ur Verbums 2003)
- 773 Känn ingen oro (Taizé) (ur Verbums 2003)
- 774 Som när ett barn kommer hem (ur Verbums 2003. EFS-tillägget, 772. P&S, 596. Segertoner 1988, 517)
- 775 Att få vara försonad (ur Verbums 2003 och EFS-tillägget, 766)
- 767 Tätt vid korset (ur EFS-tillägget 1986)
- 768 I Herrens barmhärtiga händer (ur EFS-tillägget 1986)
- 769 O vad är väl all fröjd på jorden (ur EFS-tillägget 1986)
- 770 Gud är din fader (ur EFS-tillägget 1986)
- 771 Jag skulle ej sörja (ur EFS-tillägget 1986)
- 773 Var ej bekymrad vad än som sker (ur EFS-tillägget 1986)
- 774 O hur lycklig är ej den (ur EFS-tillägget 1986)

Även relevant:
- Ack, varför nu gråta
- Säll är den som sina händer

#### Glädje - tacksamhet
- 257 Pris vare Gud! Allena han
- 258 O liv, som blev tänt
- 259 Saliga visshet, Jesus är min
- 260 Jag kan icke räkna dem alla (Sionstoner 1935, 64)
- 261 Tack, min Gud, för vad som varit (Sionstoner 1935, 78)
- 262 O sällhet stor, som Herren ger
- 263 Det är saligt på Jesus få tro
- 264 Mitt i en värld av mörker
- 560 Var glad, min själ, och fatta mod
- 561 Glädje utan Gud ej finnes
- 562 Herren gav och Herren tog
- 563 Se på himlens många fåglar
- 776 Morgon och afton Allt har sin tid (ur Verbums 2003)
- 777 Tacka Herren (Taizé) (ur Verbums 2003)
- 778 I min Gud (Taizé) (ur Verbums 2003)
- 775 Salig för intet (ur EFS-tillägget 1986)
- 776 Guds barn jag är (ur EFS-tillägget 1986. Sionstoner 1935, 536)

#### Vaksamhet - kamp - prövning
- 265 Ingen hinner fram till den eviga ron (Sionstoner 1935, 272)
- 266 Säg mig den vägen
- 267 Bed för mig, Herre kär
- 268 Hur underlig är du i allt vad du gör
- 269 Sorgen och glädjen, de vandrar tillsammans
- 270 När ingen ljusning alls jag finner
- 271 Närmare, Gud, till dig (Sionstoner 1935, 509)
- 272 Nu gläd dig, min Ande, i Herran
- 564 Till dig jag ropar, Herre Krist
- 565 Gå varsamt, min kristen
- 566 Vaka, själ, och bed
- 567 Upp, kristen, upp till kamp och strid
- 568 Seger giv, du segerrike
- 569 Tänk på honom som var frestad
- 570 Fördolde Gud, som tronar i det höga
- 571 Förbida Gud, min själ
- 572 Ängsliga hjärta, upp ur din dvala (P&S, 667)
- 573 Jag ber om hjälp till stillhet i min plåga
- 574 Jesus, tänk på mig
- 575 Min själ, låt Gud i allt få råda
- 779 När livet inte blir som vi har tänkt oss (ur Verbums 2003 och Psalmer i 90-talet, 900)
- 780 Gud, när livet trasas sönder (ur Verbums 2003 och Hela världen sjunger, 67)
- 781 Jesus, Guds son (Taizé) (ur Verbums 2003)
- 782 Godhet har makt över ondskan (Iona) (ur Verbums 2003)
- 777 Herre, låt ingenting binda de vingar (ur EFS-tillägget 1986)
- 778 Tätt intill korset (ur EFS-tillägget 1986)
- 779 Vik ej ur mitt hjärta (ur EFS-tillägget 1986)

#### Efterföljd - helgelse
- 273 Jesus, du mitt hjärtas längtan
- 274 Jesus, gör mig så till sinnes
- 275 Led, milda ljus
- 276 Herre, med kraft ifrån höjden bekläd mig
- 277 Så tag nu mina händer
- 278 Frälsare, tag min hand (Sionstoner 1935, 500)
- 279 Lev för Jesus, intet annat
- 280 Jesus, min Herre, dig vill jag älska (Dyraste Jesus, dig vill jag älska. Sionstoner 1935, 523)
- 281 Mer helighet giv mig
- 282 Bar du min börda
- 283 Med Jesus fram i de bästa åren
- 284 Ord av evighet
- 576 Hjälp mig, Jesus, troget vandra
- 577 O min Jesus, dit du gått
- 578 Jesus, låt din kärleks låga
- 579 Ni mänskobarn som här i världen
- 580 Gud gav i skaparorden
- 581 Kristus, hjälten, han allena
- 582 Gud, i mina unga dagar
- 583 Pärlor sköna, ängder gröna
- 584 Herre, sänd mig, Herre, sänd mig
- 585 Verka tills natten kommer
- 586 Du, o Gud, är livets källa
- 783 Lär mig din väg (ur Verbums 2003 och EFS-tillägget, 782)
- 784 Brinnande hjärtan (ur Verbums 2003 och EFS-tillägget, 785)
- 785 Ge oss mod att våga leva (ur Verbums 2003 och EFS-tillägget, 787)
- 780 O Jesus, du som tro i hjärtat väcker (ur EFS-tillägget 1986)
- 781 Min Jesus, du vill skänka ro (ur EFS-tillägget 1986)
- 783 Bliv i Jesus, vill du bära frukt (ur EFS-tillägget 1986. Sionstoner 1935, 421)
- 784 O låt mig få vara en liten kvist (ur EFS-tillägget 1986)
- 786 Här har du mig, Herre (ur EFS-tillägget 1986)
- 788 Du har ett liv som är dig givet (ur EFS-tillägget 1986)
- 789 Herre, gör mig mera trogen (ur EFS-tillägget 1986)
- 790 Får ej i vårt hjärta bo (ur EFS-tillägget 1986)

Även relevant:
- 94 Du som av kärlek varm

#### Tillsammans i världen
Innehåller psalmer med utpräglat allmänmänskliga motiv - till exempel samhällsfrågor, arbetsglädje, måltider, barn och familj.
- 285 Det finns djup i Herrens godhet
- 286 Kom, helige Ande, från höjden
- 287 Guds värld är en skimrande gåva
- 288 Gud, från ditt hus, vår tillflykt, du oss kallar
- 289 Guds kärlek är som stranden och som gräset
- 290 Herre, din dag var också lik
- 291 Sänd av himlens sol en strimma
- 292 Jublande lyfter vi här våra händer
- 293 Sanningens Ande, himmelskt ljus du sänder
- 294 Välsigna, Herre, alla dem
- 295 Glädjens Herre, var en gäst
- 296 Välsigna, Herre, vad du ger
- 587 Gud skapade de klara vattnen
- 588 Allt mänskosläktet av ett blod
- 589 Se här bygges Babels torn
- 590 Som källor utan vatten
- 591 Det kan vi göra för rätt och för fred
- 592 Gud, du gick bort
- 593 Bevara, Gud, vårt fosterland (Sionstoner 1935, 760)
- 594 Giv folken fred, giv själen frid
- 595 Förgäves all vår omsorg är
- 596 Du gav mig, o Herre, en teg av din jord
- 597 När stormen ryter vilt på hav
- 598 I en värld av död
- 599 O, låt ditt rike komma
- 600 Vi ville dig se, så grekerna bad
- 601 Försoningens dag och uppståndelsens dag
- 602 Så länge solen värmer jorden
- 603 Du, Herre, i din hägnad tar
- 604 I Jesu namn till bords vi går (Sionstoner 1935, 784)
- 786 Jordens bön (ur Verbums 2003 och Hela världen sjunger, 115)
- 787 Nära marken (Cantarellen* 1984) (ur Verbums 2003)
- 788 För livets skull (ur Verbums 2003 och Psalmer i 90-talet, 886)
- 789 Herre, din son var en timmerman (ur Verbums 2003 och Psalmer i 90-talet, 816)
- 790 Ge kyrkan kraft att höras (ur Verbums 2003 och Psalmer i 90-talet, 825)
- 791 Du vet väl om att du är värdefull (ur Verbums 2003 och Psalmer och sånger, 697)
- 792 Lär mig höra din röst (ur Verbums 2003 och Psalmer och sånger, 704)
- 791 Den värld vi fötts att leva i (ur EFS-tillägget 1986)
- 792 Tack, Gud, att också jag får gå (ur EFS-tillägget 1986)
- 793 Tar vi sten i våra händer (ur EFS-tillägget 1986)
- 794 På vägarna ute i världen (ur EFS-tillägget 1986)
- 795 Jorden är Herrens (ur EFS-tillägget 1986)

Även relevant:
- Svenska folk, du borde tacka
- Våga vara vindens vänner
- Välsignad vår gemenskap är

#### Barn och familj
- 605 Gud bor i ett ljus (P&S, 357)
- 606 Det gungar så fint (P&S, 618)
- 607 Jag är hos dig, min Gud
- 608 Vi sätter oss i ringen (P&S, 714. Segertoner 1988, 635)
- 609 Advent är mörker och kyla
- 610 Jesus satt i båten
- 611 Vackra törnrosbuske
- 612 Uppstått har Jesus, hurra, hurra
- 613 Inför Guds himlatron
- 614 Sackeus var en publikan

### Framtiden och hoppet

#### Pilgrimsvandringen
- 297 Härlig är jorden (Sionstoner 1935, 686)
- 298 Gud, ditt folk är vandringsfolket
- 299 Ur djupet av mitt hjärta
- 300 O, hur saligt att få vandra
- 301 Hur ljuvligt det är att möta
- 302 Min framtidsdag är ljus och lång (Sionstoner 1935, 489)
- 303 Det finns en väg till himmelen
- 615 Kom, vänner, låt oss hasta
- 616 Med alla Herrens fromma
- 617 Vi är ett folk på vandring
- 618 Faraos härar hann upp oss vid stranden
- 793 Ett folk på väg (ur Verbums 2003)
- 794 Vi är inte här förgäves (I Guds vind) (ur Verbums 2003)
- 795 Alltid på väg (Cantarellen* 1984) (ur Verbums 2003)
- 799 Hos Gud är idel glädje (ur EFS-tillägget 1986. Sionstoner 1935, 656. P&S, 719. Segertoner 1988, 640)

#### Livets gåva och gräns
- 304 Lär mig, du skog, att vissna glad
- 305 Var är den Vän, som överallt jag söker
- 306 Saliga de som ifrån världens öden (Sionstoner 1935, 778)
- 307 Från våra kära, från våra vänner
- 308 När jag lever har jag dig
- 309 Nu vilar ett hjärta
- 310 O Gud, du mig ej överger
- 311 Jag skall gråtande kasta mig ner
- 312 Städse på Sion jag tänker
- 313 Min Frälsare lever, jag vet att han lever
- 619 Jag går mot döden var jag går
- 620 Herre Gud, för dig jag klagar
- 621 O Jesus, när mitt liv släcks ut
- 622 Att ta farväl på riktigt sätt
- 623 Låt gråten och klagan få stillna
- 624 En dalande dag, en flyktig stund
- 625 En dag jag lämnar mitt hem och mina vänner
- 626 Jordens Gud, stjärnornas herre
- 627 Nu är livet gömt hos Gud
- 628 Trofaste Gud, som livet i oss tänder
- 629 Så kort var den fröjd som i världen jag fann
- 630 Uppå tröskeln till sitt hus
- 796 Du lilla barn (Allt har sin tid) (ur Verbums 2003)
- 797 Var inte rädd för mörkret (ur Verbums 2003 och Psalmer i 90-talet, 899)
- 798 Som liljan på sin äng (ur Verbums 2003 och Psalmer i 90-talet, 903)
- 799 Mista en vän (Sjung för Guds skull) (ur Verbums 2003)
- 800 Den mörka floden (ur Verbums 2003 och Psalmer i 90-talet, 704)

Även relevant:
- Nu tystne de klagande ljuden

#### Kristi återkomst
- 314 Ack saliga dag, som i hoppet vi bidar
- 315 En herrdag i höjden
- 316 Nu dagen är till ända
- 317 Vakna upp! en stämma bjuder
- 318 Nattens skuggor sakta viker (Sionstoner 1935, 690)
- 631 Jag vet mig en sömn i Jesu namn
- 632 Väktarns rop i natten skallar
- 633 Med himlen det blir som för tio jungfrur
- 634 En dag skall uppgå för vår syn
- 635 En gång dö och sedan domen
- 796 Om han komme i dag (ur EFS-tillägget 1986)
- 797 Snart randas en dag (ur EFS-tillägget 1986)
- 798 Jesus kommer, Jesus kommer (ur EFS-tillägget 1986)

Även relevant:
- 490 Guds Son en gång i morgonglans
- 174 Herre, när din dag är inne
- Vredens stora dag är nära

#### Himlen
- 319 Så skön går morgonstjärnan fram
- 320 Tänk, när en gång det töcken har försvunnit
- 321 Det dukas i himlarnas rike ett bord
- 322 Jag är en gäst och främling (Sionstoner 1935, 629)
- 323 De kommer från öst och väst
- 324 Med lust och glädje tänker
- 325 I hoppet sig min frälsta själ förnöjer
- 636 Det finns ett land av ljus och sång
- 637 En gång i tidens morgon är jorden ny
- 638 Det finns ett hem långt bortom sorgens hemland
- 639 Mitt hjärta vidgar sig överfullt
- 640 O Jerusalem, bland städer
- 641 Hur mäktig är den sabbat
- 800 Guds folk alltjämt en sabbat har att vänta (ur EFS-tillägget 1986)

Även relevant:
- 169 I himmelen, i himmelen
- Den himmelska lovsång
- Det står Guds folk en sabbatsvila åter
- Vi talar om himmelens fröjder

## Psalmer på andra nordiska språk

### Från Danmark
- 642 Op, al den ting, som Gud har gjort
- 643 I al sin glans nu stråler solen

### Från Finland
Många fler svenskspråkiga psalmer har ursprung i Finland, listan är ofullständig och innefattar endast psalmer och sånger som också sjungs i Sverige.
Flera av dessa psalmer är av finlandssvenskt ursprung och sjungs också på svenska i Finland. Trots rubriken i Den svenska psalmboken är inte alla psalmer ursprungligen från Finland.
- 644 Uti din nåd, o Fader blid (Finlandssvenska psalmboken 1986, 378. Virsikirja 1986, 377), från Tyskland
- 645 Giv mig ej glans, ej guld, ej prakt (Finlandssvenska psalmboken 1986, 32. Virsikirja 1986, 31), från Finland, ursprungsspråk svenska
- 646 Kosketa minua, Henki (Finlandssvenska psalmboken 1986, 118. Virsikirja 1986, 125), från Finland, ursprungsspråk finska
- 647 Jag lyfter ögat mot himmelen (Finlandssvenska psalmboken 1986, 492. Virsikirja 1986, 490), från Finland, ursprungsspråk svenska
- 648 Oi Herra, jos mä matkamies maan (Finlandssvenska psalmboken 1986, 579. Virsikirja 1986, 631), från Finland, ursprungsspråk finska

#### Under annan rubrik
- 2 Herren, vår Gud, är en konung (Finlandssvenska psalmboken 1986, 289), svensk version från Finland, med ursprungsspråk svenska
- 64 En dyr klenod, en klar och ren (Finlandssvenska psalmboken 1986, 199. Virsikirja 1986, 183), från Finland, ursprungsspråk svenska
- 80 Hur ljuvt det är att komma (Finlandssvenska psalmboken 1986, 178. Virsikirja 1986, 196), från Finland, ursprungsspråk svenska, sjungs med olika melodi i Finland och Sverige
- 82 Gud, se i nåd till dessa två (Finlandssvenska psalmboken 1986, 235), från Finland, ursprungsspråk svenska, sjungs med olika melodi i Finland och Sverige
- 141 Han på korset, han allena (Finlandssvenska psalmboken 1986, 74), från Finland, ursprungsspråk svenska
- 293 Sanningens Ande, som av höjden talar (Finlandssvenska psalmboken 1986, 322. Virsikirja 1986, 484), från Finland, ursprungsspråk svenska
- 306 Saliga de som ifrån världens öden (Finlandssvenska psalmboken 1986, 241), från Finland, ursprungsspråk svenska, sjungs vanligen med olika melodi i Finland och Sverige
- 467 I dödens bojor Kristus låg (Finlandssvenska psalmboken 1986, 92. Virsikirja 1986, 96), ursprung latinsk hymn från Gallien
- 488 Hell morgonstjärna, mild och ren (Finlandssvenska psalmboken 1986, 23. Virsikirja 1986, 43), ursprung tyskt
- 518 Hur härligt vittna land och sjö (Finlandssvenska psalmboken 1986, 544), från Finland, ursprungsspråk svenska, sjungs med olika melodi i Finland och Sverige
- 550 De äro nu förgångna (Nya psalmer 1921), från Finland, ursprungsspråk svenska
- 582 Gud, i mina unga dagar (Finlandssvenska psalmboken 1986, 495), från Finland, ursprungsspråk svenska
- 593 Bevara, Gud, vårt fosterland under rubriken "Tillsammans i världen" (Finlandssvenska psalmboken 1986, 546. Virsikirja 1986, 577), från Finland, ursprungsspråk svenska

### Från Norge
- 649 Herre Gud, ditt dyre navn og aere
- 650 Jesus, det eneste
- 651 En dag skal Herrens skaperdrömmer möte

## Psaltarpsalmer och cantica
- 652 Föraktad var han
- 653 Herren är min herde, ingenting skall fattas mig
- 654 Låt rätten flyta fram såsom vatten[särskiljning behövs]
- 655 Se, din konung kommer till dig
- 656 Visa mig, Herre, din väg
- 657 Alla dina ord är ande och liv
- 658 Hos dig är livets källa
- 659 Som hjorten trängtar till vatten
- 660 Herren är nu konung
- 661 Vaka och bed
- 662 I dag är en Frälsare född åt er
- 663 Kom och se vad Gud har gjort
- 664 Höj jubel till Herren, alla länder
- 665 Detta är den dag som Herren har gjort
- 666 Guds tjänare skall se hans ansikte
- 667 Du öppnar din hand
- 668 Saligt är det folk som vet vad jubel är
- 669 Min hjälp kommer från Herren (P&S, 631&763. Segertoner 1988, 552)
- 670 Ur djupen ropar jag till dig
- 671 Min själ väntar efter Herren
- 672 Herre, sänd ut din Ande
- 673 Se Guds Lamm, som borttager världens synd
- 674 Ett barn är oss fött, en son är oss given
- 675 Jag vill lovsjunga Herren
- 676 Herrens barmhärtighet är varje morgon ny
- 677 Skydda oss, Herre, medan vi sover
- 678 Kristus är sannerligen uppstånden
- 679 Halleluja, halleluja, halleluja
- 680 Sjung lovsång, alla länder
- 681 Herre, hör min bön

## Bibelvisor och kanon
- 682 Icke genom någon människas styrka
- 683 I frid vill jag lägga mig ner
- 684 Lova Herren, min själ
- 685 Helig, helig, helig Herren Sebaot
- 686 Söken först Guds rike
- 687 Jag är med er alla dagar
- 688 Saliga de som hör Guds ord
- 689 Jag är livets bröd
- 690 Intet kan mig skilja från Guds kärlek
- 691 Lever vi, så lever vi för Herren
- 692 Kom, låt oss prisa vår Herre och Gud
- 693 Dona nobis pacem
- 694 Jubilate Deo

## Liturgiska sånger
- 695 Herre, förbarma dig över oss (Kyrie-litania)
- 696 Herre, förbarma dig över oss (Kyrie)
- 697 Ära åt Gud i höjden (Gloria)
- 698 Helig (Sanctus)
- 699 O Guds Lamm (Agnus Dei)
- 700 Evige, allsmäktige Gud (Litanian)